# Rhododrilus aduncocystis
Rhododrilus aduncocystis är en ringmaskart som beskrevs av Lee 1952. Rhododrilus aduncocystis ingår i släktet Rhododrilus och familjen Acanthodrilidae. Inga underarter finns listade i Catalogue of Life.